# ラトロイ・ホーキンス
ラトロイ・ホーキンス（LaTroy Hawkins, 1972年12月21日 - ）は、アメリカ合衆国インディアナ州ゲーリー出身の元プロ野球選手（投手）。右投右打。

## 経歴

### プロ入りとツインズ時代
1991年のMLBドラフトでミネソタ・ツインズから7巡目（全体180位）指名され、6月7日に契約。この年は傘下のルーキー級ガルフ・コーストリーグ・ツインズで11試合に登板し、4勝3敗・防御率4.75だった。
1992年はルーキー級ガルフ・コーストリーグとアパラチアンリーグのルーキー級エリザベストン・ツインズでプレー。ルーキー級エリザベストンでは5試合に登板し、0勝1敗・防御率3.38だった。
1993年はA級フォートウェイン・ウィザーズで26試合に登板し、15勝5敗・防御率2.06だった。
1994年はA+級フォートマイヤーズ・ミラクルとAA級ナッシュビル・エクスプレス、AAA級ソルトレイク・バズでプレー。AAA級ソルトレイクでは12試合に登板し、5勝4敗・防御率4.08だった。
1995年4月20日にツインズとメジャー契約を結び、4月29日のボルチモア・オリオールズ戦で先発起用されメジャーデビュー。1.2回を7安打7失点と打ち込まれ、メジャー初黒星を喫した。その後は2試合に登板したが、3連敗を記録し、5月11日にAAA級ソルトレイクへ降格。AAA級ソルトレイクでは22試合に登板し、9勝7敗・防御率3.55だった。9月16日にメジャーへ再昇格。9月18日のカンザスシティ・ロイヤルズ戦のダブルヘッダー2試合目で先発し、5.2回を10安打4失点だったが、10点の援護もあり、メジャー初勝利を挙げた。この年は6試合に登板し、2勝3敗・防御率8.67だった。
1996年2月9日にツインズと1年契約に合意。開幕から先発ローテーションに加わったが、7試合の登板で1勝1敗・防御率8.20と結果を残せず、5月14日にAAA級ソルトレイクへ降格した。降格後はAAA級ソルトレイクで20試合に登板し、9勝8敗・防御率3.92だった。9月8日にメジャーへ再昇格したが、登板のないままシーズンを終えた。
1997年3月3日にツインズと1年契約に合意。3月26日にAAA級ソルトレイクへ異動し、そのまま開幕を迎えた。AAA級ソルトレイクでは14試合に登板し、9勝4敗・防御率5.45だった。6月17日にメジャーへ昇格。昇格後はシーズン終了までローテーションを守り、20試合に登板。6勝12敗・防御率5.84だった。
1998年3月2日にツインズと1年契約に合意。この年はチーム最多の33試合に先発し、前年を上回る7勝を挙げたが、チームワーストタイの14敗を記録し、防御率は5.25だった。
1999年3月2日にツインズと2年契約を結んだ。この年もチーム最多の34試合に先発。初の二桁勝利となる10勝を挙げたが、前年と同じくチームワーストタイの14敗を記録、防御率は6.66だった。
2000年はマーク・レッドマン、ジョー・メイズのメジャー定着もあり、リリーフに転向。クローザーとして66試合に登板し、2勝5敗14セーブ・防御率3.39だった。
2001年2月20日にツインズと2年契約（2003年の球団オプション付き）を結んだ。この年もクローザーとして登板していたが、救援失敗が続き、終盤はクローザーの座をエディ・グアダードに奪われた。この年は62試合に登板し、1勝5敗28セーブ・防御率5.96だった。
2002年はクローザーにグアダードが指名され、ホーキンスはセットアッパーへ転向した。この年は65試合に登板し、6勝0敗・防御率2.13だった。オフの10月28日にツインズが球団オプションを行使した。
2003年はチームトップで自己最多の74試合に登板し、9勝3敗2セーブ・防御率1.86だった。オフの10月27日にFAとなった。

### カブス時代
2003年12月3日に小さい頃からファンだったシカゴ・カブスと総額1100万ドルの2年契約（2006年の選手側選択オプション付き）を結んだ。
2004年はセットアッパーとして開幕を迎えたが、6月にクローザーのジョー・ボロウスキーが故障で離脱。代役としてホーキンスがクローザーに起用された。この年は前年の74登板を上回る、チーム最多の77試合に登板。5勝4敗25セーブ・防御率2.63だった。
2005年もボロウスキーが故障のため、クローザーとして登板していたが、5月に入ると救援失敗が続き、セットアッパーへ配置転換された。カブスでは21試合に登板し、1勝4敗4セーブ・防御率3.32だった。

### ジャイアンツ時代
2005年5月28日にジェローム・ウィリアムズ、デビッド・アーズマとのトレードで、サンフランシスコ・ジャイアンツへ移籍。リリーフとしてリグレー・フィールドで登板した際は、スタジアム全体からカブスファンの"Hawkins sucks"（「ホーキンス最低」）という合唱が起こった。移籍後は4試合に登板していたが、6月17日に尺骨神経の故障で15日間の故障者リスト入りした。7月4日に復帰。復帰後はセットアッパーとして定着し、ジャイアンツでは45試合に登板。1勝4敗2セーブ・防御率4.10だった。オフの10月27日にホーキンスが選択権を持つ、プレイヤー・オプションを行使した。

### オリオールズ時代
2005年12月6日にスティーブ・クラインとのトレードで、ボルチモア・オリオールズへ移籍した。

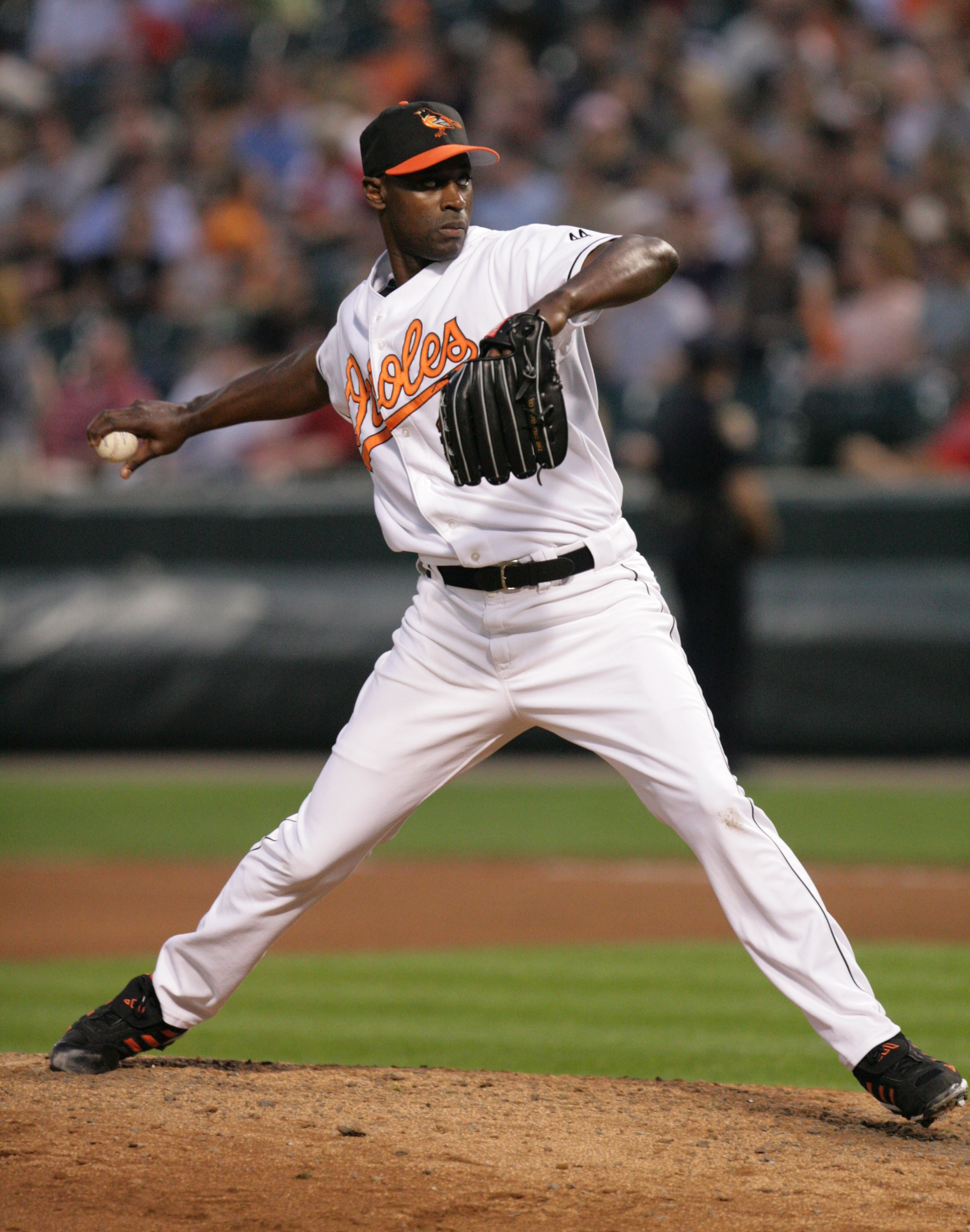
2006年9月23日

2006年は開幕からリリーフとして定着し、60試合に登板。3勝2敗・防御率4.48だった。オフの10月30日にFAとなった。

### ロッキーズ時代
2006年12月5日にコロラド・ロッキーズと350万ドルの1年契約（2008年の相互選択オプション付き）を結んだ。
2007年は開幕からセットアッパーとして起用されていたが、4月24日に右肘の故障で15日間の故障者リスト入りした。5月22日に復帰。この年は62試合に登板し、2勝5敗、防御率3.42だった。セットアッパーとして契約したが、4月に故障で離脱したこともあり、ロッキーズが低年俸での契約を求めたため、オフの10月30日に球団側のオプションを破棄した。ホーキンスは「ロッキーズに戻りたい」と話していたが、ホーキンス側もオプションを破棄し、FAとなった。ロッキーズは1年契約を提示していたが、「戻る気はない」とオファーを断った。

### ヤンキース時代
2007年12月27日にニューヨーク・ヤンキースと375万ドルの1年契約を結んだ。

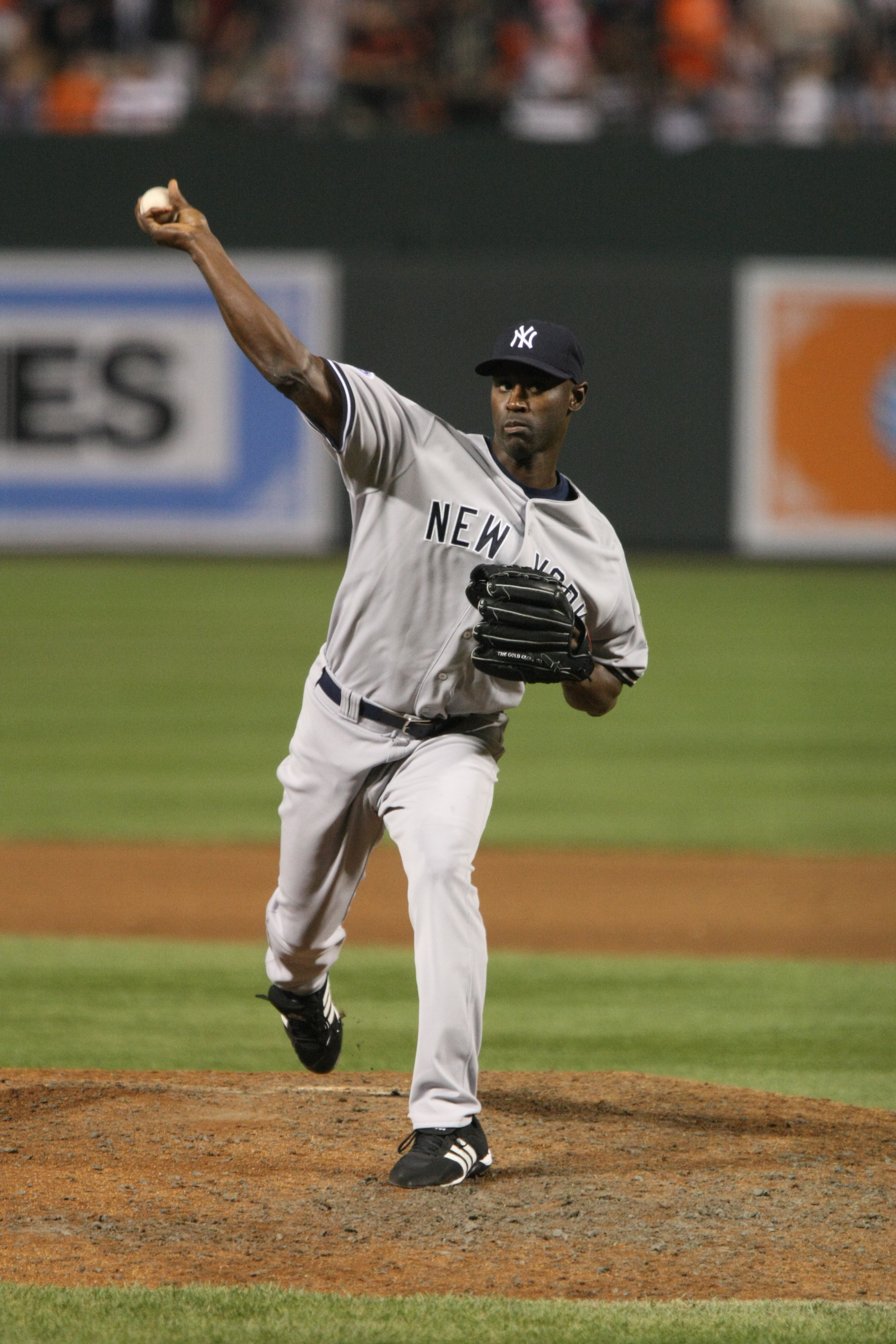
2008年4月18日

2008年の開幕当初は、1990年代後半のヤンキース黄金時代を支えた外野手のポール・オニールがつけていた番号で準欠番扱いとなっていた背番号21をつけていた（スプリング・トレーニング時にはモーガン・エンスバーグが着用していたがオニールに配慮し辞退）。そのため、ホーキンスの登板時にファンがブーイングや野次を飛ばしたり、オニールの名前を呼ぶなどの事態が生じたため、4月16日に背番号を22へ変更した。この年はクローザーにマリアノ・リベラ、右のセットアッパーにカイル・ファーンズワースが在籍していたが、前年オフにルイス・ビスカイーノが移籍。ビスカイーノの代役として期待されていたが、33試合に登板し、1勝1敗・防御率5.71と結果を残せず、7月26日にDFAとなった。

### アストロズ時代
2008年7月30日にマット・クシックとのトレードで、ヒューストン・アストロズへ移籍した。移籍後はセットアッパーとして24試合に登板し、2勝0敗1セーブ・防御率0.43だった。オフの10月31日にFAとなったが、11月7日にアストロズと350万ドル+出来高の1年契約で再契約した。
2009年開幕前の3月に、第2回WBCのアメリカ合衆国に選出された。
シーズンでは、前年と同じくセットアッパーとして開幕を迎えたが、4月下旬にクローザーのホセ・バルベルデが故障で離脱したため、クローザーへ転向。バルベルデが復帰した6月からはセットアッパーに復帰した。この年は65試合に登板し、1勝4敗11セーブ・防御率2.13だった。オフの11月6日にFAとなった。

### ブルワーズ時代
2009年12月16日にミルウォーキー・ブルワーズと総額750万ドル+出来高の2年契約を結んだ。
2010年も開幕からセットアッパーとして登板していたが、5月9日に右肩の故障で15日間の故障者リスト入りし、6月8日に60日間の故障者リストへ異動した。7月29日に復帰し、復帰後は5試合に登板していたが、8月12日に右肩の故障で再び15日間の故障者リスト入りした。その後はいくつかのMRI検査を行い、8月22日にMRIの結果から手術を行うことを決定。8月27日に手術を行い、残りのシーズンを欠場することとなった。この年は故障で18試合の登板にとどまり、0勝3敗・防御率8.44だった。
2011年は前年の手術の影響で、3月27日に15日間の故障者リスト入りした。4月21日に復帰。この年は52試合に登板し、3勝1敗・防御率2.42だった。オフの10月30日にFAとなった。

### エンゼルス時代
2011年12月8日にロサンゼルス・エンゼルス・オブ・アナハイムと300万ドルの1年契約を結んだ。エンゼルスには同年クローザーを務めた若手のジョーダン・ウォルデンが在籍しているが、ジェリー・ディポートGMは「経験豊富なクローザーのひとりとして期待している」と話した。
2012年もセットアッパーとして開幕ロースター入りしたが、5月7日に右手小指の故障で15日間の故障者リスト入りし、6月9日に復帰。この年は48試合に登板し、2勝3敗1セーブ・防御率3.64だった。オフの10月29日にFAとなった。

### メッツ時代

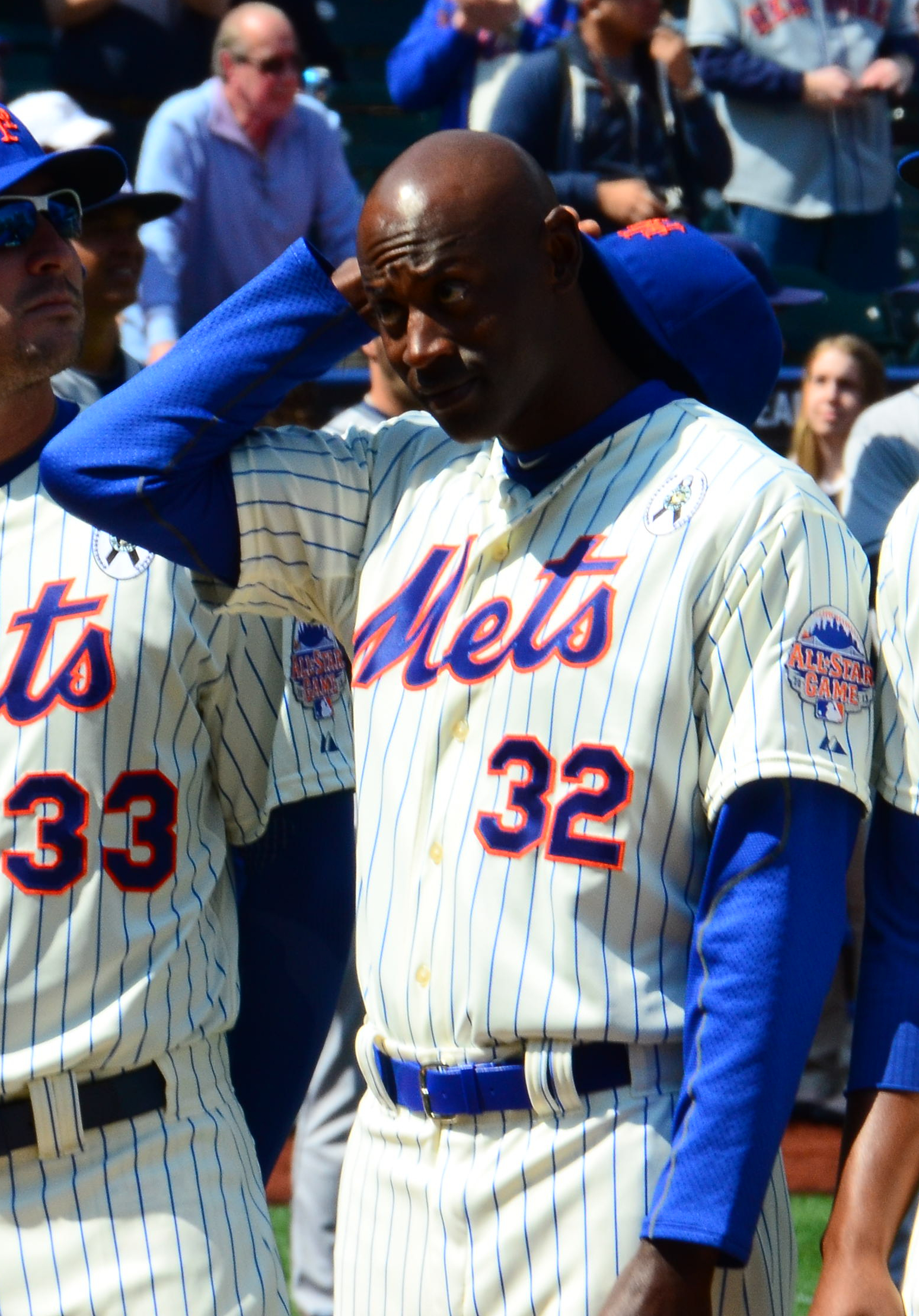
2013年4月1日

2013年1月31日にニューヨーク・メッツとマイナー契約を結んだ。前年クローザーを務めたフランク・フランシスコが故障で離脱したこともあり、3月29日にメッツとメジャー契約を結んだ。その後はリリーフに定着し、8月からクローザーとして起用された。この年は2004年以来の70試合登板となる72試合に登板し、3勝2敗13セーブ・防御率2.93だった。オフの10月31日にFAとなった。

### ロッキーズ復帰
2013年11月22日に古巣のロッキーズと225万ドルの1年契約（2015年・225万ドルの球団オプション付き）を結んだ。

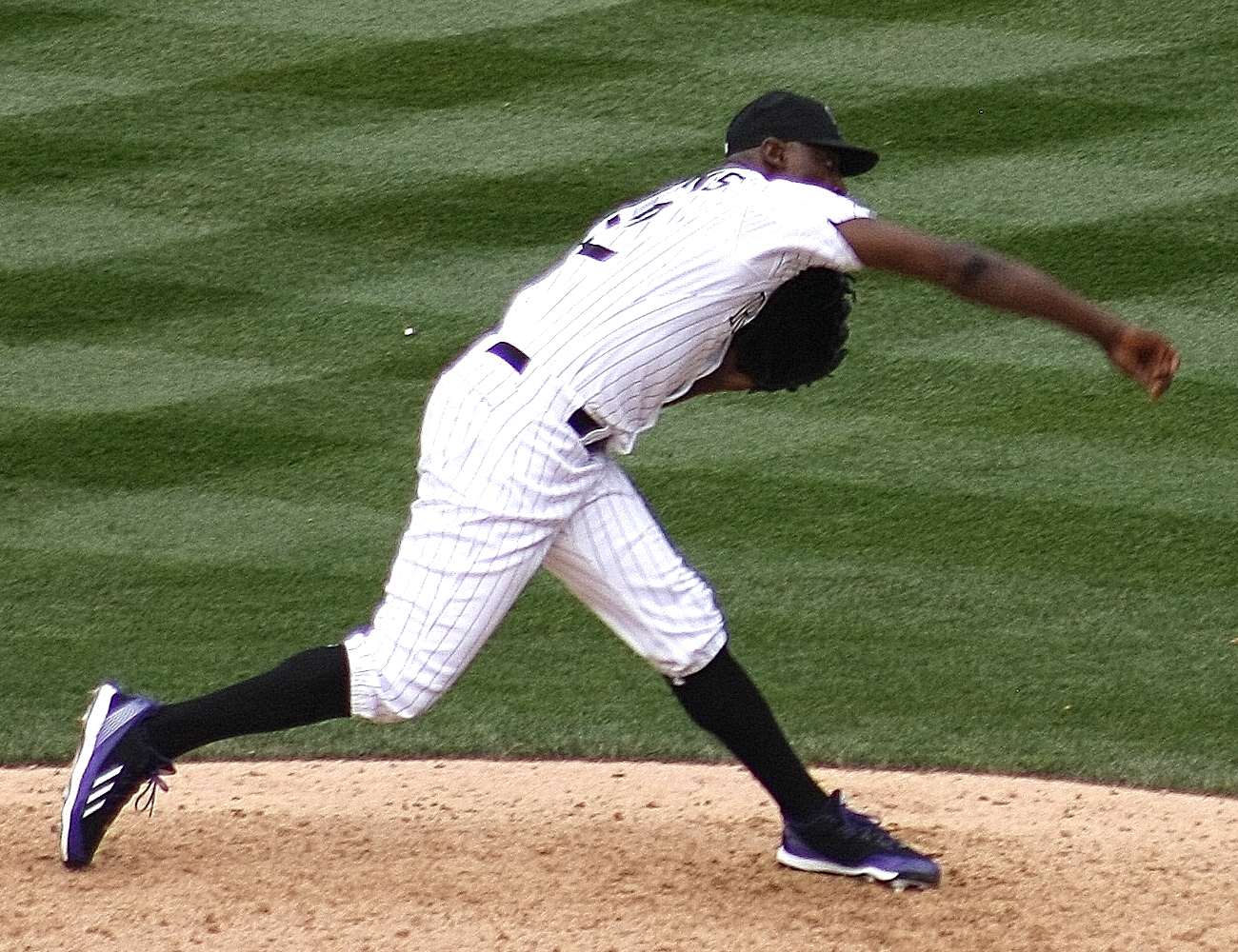
2014年5月18日

2014年はジェイソン・ジアンビ、ラウル・イバニェスに次ぐ現役3番目の年長選手となった。前年クローザーを務めたレックス・ブラザーズがセットアッパーに復帰し、ホーキンスはクローザーを務めることになった。シーズン最終登板となった9月27日のロサンゼルス・ドジャース戦では、史上12人目となる通算1000登板を果たした。この年は57試合に登板し、4勝3敗23セーブ・防御率3.31だった。オフの10月31日にロッキーズが225万ドルの球団オプションを行使した。
2015年シーズンは、それまでMLB現役最高齢選手だったジアンビ、イバニェスが引退したことにより、現役最高齢選手となった。

### ブルージェイズ時代
2015年7月28日、ホセ・レイエス、ミゲル・カストロ、マイナー選手2名とのトレードで、トロイ・トゥロウィツキーとともにトロント・ブルージェイズへ移籍した。ブルージェイズには、全30球団の選手で最年少であるロベルト・オスーナが所属しており、ホーキンスは全30球団の選手で最年長であるため、最年少選手と最年長選手が同時に所属する事となった。
8月5日のツインズ戦で移籍後初セーブを記録し、これによりメジャー史上13人目の全30球団からセーブを挙げた投手となった。ブルージェイズでは18試合に登板して防御率2.76・FIP2.77を記録し、移籍前よりも安定したピッチングを見せた。シーズントータルでは、年齢と同じ42の試合でマウンドに登り、3勝1敗3セーブ・防御率3.26という成績だった。ALCS敗退後の10月25日に自身のインスタグラムで現役引退を表明した。

### 引退後
2016年9月に第4回WBC予選のブラジル代表コーチを務めた。

## 詳細情報

### 年度別投手成績
| 年 度     | 球 団     | 登 板 | 先 発 | 完 投 | 完 封 | 無 四 球 | 勝 利 | 敗 戦 | セ 丨 ブ | ホ 丨 ル ド | 勝 率 | 打 者 | 投 球 回 | 被 安 打 | 被 本 塁 打 | 与 四 球 | 敬 遠 | 与 死 球 | 奪 三 振 | 暴 投 | ボ 丨 ク | 失 点 | 自 責 点 | 防 御 率 | W H I P |
| --------- | --------- | ----- | ----- | ----- | ----- | -------- | ----- | ----- | -------- | ----------- | ----- | ----- | -------- | -------- | ----------- | -------- | ----- | -------- | -------- | ----- | -------- | ----- | -------- | -------- | ------- |
| 1995      | MIN       | 6     | 6     | 1     | 0     | 1        | 2     | 3     | 0        | --          | .400  | 131   | 27.0     | 39       | 3           | 12       | 0     | 1        | 9        | 1     | 1        | 29    | 26       | 8.67     | 1.89    |
| 1996      | MIN       | 7     | 6     | 0     | 0     | 0        | 1     | 1     | 0        | --          | .500  | 124   | 26.1     | 42       | 8           | 9        | 0     | 0        | 24       | 1     | 1        | 24    | 24       | 8.20     | 1.94    |
| 1997      | MIN       | 20    | 20    | 0     | 0     | 0        | 6     | 12    | 0        | --          | .333  | 478   | 103.1    | 134      | 19          | 47       | 0     | 4        | 58       | 6     | 3        | 71    | 67       | 5.84     | 1.75    |
| 1998      | MIN       | 33    | 33    | 0     | 0     | 0        | 7     | 14    | 0        | --          | .333  | 840   | 190.1    | 227      | 27          | 61       | 1     | 5        | 105      | 10    | 2        | 126   | 111      | 5.25     | 1.51    |
| 1999      | MIN       | 33    | 33    | 1     | 0     | 0        | 10    | 14    | 0        | 0           | .417  | 803   | 174.1    | 238      | 29          | 60       | 2     | 1        | 103      | 9     | 0        | 136   | 129      | 6.66     | 1.71    |
| 2000      | MIN       | 66    | 0     | 0     | 0     | 0        | 2     | 5     | 14       | 7           | .286  | 370   | 87.2     | 85       | 7           | 32       | 1     | 1        | 59       | 6     | 0        | 34    | 33       | 3.39     | 1.34    |
| 2001      | MIN       | 62    | 0     | 0     | 0     | 0        | 1     | 5     | 28       | 1           | .167  | 248   | 51.1     | 59       | 3           | 39       | 3     | 1        | 36       | 7     | 0        | 34    | 34       | 5.96     | 1.91    |
| 2002      | MIN       | 65    | 0     | 0     | 0     | 0        | 6     | 0     | 0        | 13          | 1.000 | 310   | 80.1     | 63       | 5           | 15       | 1     | 0        | 63       | 5     | 0        | 23    | 19       | 2.13     | 0.97    |
| 2003      | MIN       | 74    | 0     | 0     | 0     | 0        | 9     | 3     | 2        | 28          | .750  | 310   | 77.1     | 69       | 4           | 15       | 1     | 1        | 75       | 5     | 0        | 20    | 16       | 1.86     | 1.09    |
| 2004      | CHC       | 77    | 0     | 0     | 0     | 0        | 5     | 4     | 25       | 4           | .556  | 333   | 82.0     | 72       | 10          | 14       | 5     | 2        | 69       | 2     | 0        | 27    | 24       | 2.63     | 1.05    |
| 2005      | CHC       | 21    | 0     | 0     | 0     | 0        | 1     | 4     | 4        | 0           | .200  | 80    | 19.0     | 18       | 4           | 7        | 0     | 0        | 13       | 0     | 0        | 9     | 7        | 3.32     | 1.32    |
| 2005      | SF        | 45    | 0     | 0     | 0     | 0        | 1     | 4     | 2        | 15          | .200  | 167   | 37.1     | 40       | 3           | 17       | 3     | 0        | 30       | 1     | 0        | 18    | 17       | 4.10     | 1.53    |
| '05計     | SF        | 66    | 0     | 0     | 0     | 0        | 2     | 8     | 6        | 15          | .200  | 247   | 56.1     | 58       | 7           | 24       | 3     | 0        | 43       | 1     | 0        | 27    | 24       | 3.83     | 1.46    |
| 2006      | BAL       | 60    | 0     | 0     | 0     | 0        | 3     | 2     | 0        | 16          | .600  | 261   | 60.1     | 73       | 4           | 15       | 3     | 0        | 27       | 2     | 0        | 30    | 30       | 4.48     | 1.46    |
| 2007      | COL       | 62    | 0     | 0     | 0     | 0        | 2     | 5     | 0        | 17          | .286  | 225   | 55.1     | 52       | 6           | 16       | 1     | 0        | 29       | 2     | 0        | 21    | 21       | 3.42     | 1.23    |
| 2008      | NYY       | 33    | 0     | 0     | 0     | 0        | 1     | 1     | 0        | 0           | .500  | 173   | 41.0     | 42       | 3           | 17       | 3     | 0        | 23       | 2     | 0        | 26    | 26       | 5.71     | 1.44    |
| 2008      | HOU       | 24    | 0     | 0     | 0     | 0        | 2     | 0     | 1        | 12          | 1.000 | 79    | 21.0     | 11       | 0           | 5        | 1     | 0        | 25       | 1     | 0        | 3     | 1        | 0.43     | 0.76    |
| '08計     | HOU       | 57    | 0     | 0     | 0     | 0        | 3     | 1     | 1        | 12          | .750  | 252   | 62.0     | 53       | 3           | 22       | 4     | 0        | 48       | 3     | 0        | 29    | 27       | 3.92     | 1.21    |
| 2009      | HOU       | 65    | 0     | 0     | 0     | 0        | 1     | 4     | 11       | 19          | .200  | 259   | 63.1     | 60       | 7           | 16       | 2     | 2        | 45       | 2     | 0        | 16    | 15       | 2.13     | 1.20    |
| 2010      | MIL       | 18    | 0     | 0     | 0     | 0        | 0     | 3     | 0        | 6           | .000  | 74    | 16.0     | 21       | 2           | 6        | 1     | 2        | 18       | 1     | 0        | 15    | 15       | 8.44     | 1.69    |
| 2011      | MIL       | 52    | 0     | 0     | 0     | 0        | 3     | 1     | 0        | 20          | .750  | 204   | 48.1     | 50       | 1           | 10       | 1     | 0        | 28       | 2     | 0        | 15    | 13       | 2.42     | 1.24    |
| 2012      | LAA       | 48    | 0     | 0     | 0     | 0        | 2     | 3     | 1        | 6           | .400  | 178   | 42.0     | 45       | 5           | 13       | 1     | 0        | 23       | 0     | 0        | 20    | 17       | 3.64     | 1.38    |
| 2013      | NYM       | 72    | 0     | 0     | 0     | 0        | 3     | 2     | 13       | 12          | .600  | 288   | 70.2     | 71       | 6           | 10       | 2     | 1        | 55       | 1     | 0        | 27    | 23       | 2.93     | 1.15    |
| 2014      | COL       | 57    | 0     | 0     | 0     | 0        | 4     | 3     | 23       | 1           | .571  | 226   | 54.1     | 52       | 3           | 13       | 2     | 0        | 32       | 3     | 0        | 23    | 20       | 3.31     | 1.20    |
| 2015      | COL       | 24    | 0     | 0     | 0     | 0        | 2     | 1     | 2        | 3           | .667  | 89    | 22.1     | 22       | 3           | 4        | 1     | 0        | 20       | 1     | 0        | 9     | 9        | 3.63     | 1.16    |
| 2015      | TOR       | 18    | 0     | 0     | 0     | 0        | 1     | 0     | 1        | 4           | 1.000 | 73    | 16.1     | 22       | 1           | 3        | 0     | 0        | 14       | 0     | 0        | 7     | 5        | 2.76     | 1.53    |
| '15計     | TOR       | 42    | 0     | 0     | 0     | 0        | 3     | 1     | 3        | 7           | .750  | 162   | 38.2     | 44       | 4           | 7        | 1     | 0        | 34       | 1     | 0        | 16    | 14       | 3.26     | 1.32    |
| MLB：21年 | MLB：21年 | 1042  | 98    | 2     | 0     | 0        | 75    | 94    | 127      | 184         | .444  | 6323  | 1467.1   | 1607     | 163         | 456      | 35    | 21       | 983      | 70    | 7        | 763   | 702      | 4.31     | 1.41    |

- 各年度の太字はリーグ最高

### 諸記録
- 通算登板数：1042（歴代10位[49]）
- 通算ホールド：187（歴代7位[50]）
- Immaculate Inning（3者連続3球三振）：1回（2004年9月11日）

### 背番号
- 32 (1995年 - 2005年、2006年 - 2007年、2010年 - 2015年)
- 23 (2006年)
- 21 (2008年 - 同年途中)
- 22 (2008年途中 - 2009年)

### 代表歴
- 2009 ワールド・ベースボール・クラシック・アメリカ合衆国代表

### コーチ歴
- 2017 ワールド・ベースボール・クラシック・ブラジル代表